# Tomoyuki Suzuki
Tomoyuki Suzuki (鈴木 智幸 Suzuki Tomoyuki?, nacido el 20 de diciembre de 1985 en Urawa (actualmente Saitama), Saitama) es un exfutbolista japonés que se desempeñaba como guardameta.

## Trayectoria

### Clubes
| Club                | País  | Año         |
| ------------------- | ----- | ----------- |
| Tokyo Verdy         | Japón | 2008 - 2010 |
| Tochigi SC          | Japón | 2011 - 2014 |
| Matsumoto Yamaga FC | Japón | 2015 - 2018 |

## Estadística de carrera

### J. League
| Club                | Año   | J. League | J. League | Copa J. League | Copa J. League | Total | Total |
| Club                | Año   | Part.     | Goles     | Part.          | Goles          | Part. | Goles |
| ------------------- | ----- | --------- | --------- | -------------- | -------------- | ----- | ----- |
| Tokyo Verdy         | 2008  | 0         | 0         | 0              | 0              | 0     | 0     |
| Tokyo Verdy         | 2009  | 0         | 0         | -              | -              | 0     | 0     |
| Tokyo Verdy         | 2010  | 0         | 0         | -              | -              | 0     | 0     |
| Tochigi SC          | 2011  | 6         | 0         | -              | -              | 6     | 0     |
| Tochigi SC          | 2012  | 3         | 0         | -              | -              | 3     | 0     |
| Tochigi SC          | 2013  | 3         | 0         | -              | -              | 3     | 0     |
| Tochigi SC          | 2014  | 30        | 0         | -              | -              | 30    | 0     |
| Matsumoto Yamaga FC | 2015  | 0         | 0         | 3              | 0              | 3     | 0     |
| Matsumoto Yamaga FC | 2016  | 0         | 0         | -              | -              | 0     | 0     |
| Matsumoto Yamaga FC | 2017  | 14        | 0         | -              | -              | 14    | 0     |
| Total               | Total | 56        | 0         | 3              | 0              | 59    | 0     |